# Ніколай Михайлов
Нікола́й Миха́йлов (болг. Николай Михайлов, * 28 червня 1988, Софія, Болгарія) — болгарський футболіст, воротар нідерландського футбольного клубу «Твенте» та національної збірної Болгарії.
Представляє вже третє покоління династії футбольних воротарів Михайлових, що захищали кольори клубу «Левскі» та болгарської збірної. Його батько, Борислав Михайлов — багаторічний капітан та рекордсмен збірної Болгарії за кількістю проведених матчів, яких протягом 1983—1998 років відіграв 102. Наразі — президент Болгарського футбольного союзу (з 2005). Дід — Бісер Михайлов захищав ворота збірної у 1967—1973 роках, багаторазовий чемпіон Болгарії та володар Кубка країни у складі «Левскі».

## Клубна кар'єра
Вихованець футбольної школи софійського «Левскі», з сезону 2004—05 почав потрапляти до головної команди клубу. Провів у складі «Левскі» три сезони як резервний воротар команди.
Згодом зацікавленість у послугах молодого перспективного голкіпера виявив англійський гранд «Ліверпуль», який у червні 2007 року уклав з Михайловим трирічних контракт з можливістю подовження ще на 2 роки. Однак заграти за «Ліверпуль» гравець не зміг через відмову в отриманні дозволу на працевлаштування у Великій Британії.
Того ж сезону був відданий у оренду до нідерландського клубу «Твенте», у якому отримав статус резервного воротаря. Оригінальний орендний договір мав термін один рік, згодом був подовжений. Врешті-решт 5 лютого 2010 року нідерландський клуб викупив трансфер гравця за 1,5 мільйони фунтів стерлінгів та уклав з ним трирічний контракт.

## Виступи за збірну
З 2005 року залучався до матчів молодіжної збірної Болгарії.
У травні 2006 року дебютував у складі національної збірної Болгарії у товариському матчі проти збірної Шотландії (поразка 1:5). Наступного виклику до лав збірної довелося чекати понад три роки, до серпня 2009. З того часу досить регулярно залучається до табору національної збірної.

## Статистика виступів
Станом на 1 червня 2011 року.
| Клуб        | Сезон   | Ліга | Ліга | Кубки | Кубки | Єврокубки | Єврокубки | Усього | Усього |
| Клуб        | Сезон   | Ігри | Голи | Ігри  | Голи  | Ігри      | Голи      | Ігри   | Голи   |
| ----------- | ------- | ---- | ---- | ----- | ----- | --------- | --------- | ------ | ------ |
| «Левскі»    | 2004–05 | 7    | 0    | 1     | 0     | 0         | 0         | 8      | 0      |
| «Левскі»    | 2005–06 | 10   | 0    | 0     | 0     | 1         | 0         | 11     | 0      |
| «Левскі»    | 2006–07 | 14   | 0    | 0     | 0     | 2         | 0         | 16     | 0      |
| Усього      | Усього  | 31   | 0    | 1     | 0     | 3         | 0         | 35     | 0      |
| «Ліверпуль» | 2007–08 | –    | –    | –     | –     | –         | –         | — ! –  |        |
| Усього      | Усього  | 0    | 0    | 0     | 0     | 0         | 0         | 0      | 0      |
| «Твенте»    | 2007–08 | 0    | 0    | 0     | 0     | 0         | 0         | 0      | 0      |
| «Твенте»    | 2008–09 | 6    | 0    | 0     | 0     | 1         | 0         | 7      | 0      |
| «Твенте»    | 2009–10 | 0    | 0    | 3     | 0     | 2         | 0         | 5      | 0      |
| «Твенте»    | 2010–11 | 31   | 0    | 1     | 0     | 10        | 0         | 42     | 0      |
| Усього      | Усього  | 37   | 0    | 4     | 0     | 13        | 0         | 54     | 0      |
| УСЬОГО      | УСЬОГО  | 68   | 0    | 5     | 0     | 16        | 0         | 89     | 0      |

## Досягнення
«Левскі»
- Чемпіон Болгарії (2): 2005-06, 2006-07
- Володар Кубка Болгарії (2): 2004-05, 2021-22
- Володар Суперкубка Болгарії (1): 2005

 «Твенте»
- Чемпіон Нідерландів: 2009-10
- Володар Кубка Нідерландів: 2010-11
- Володар Суперкубка Нідерландів: 2010, 2011